# Психопоетика
Психопоетика (від грец. ψυχή — душа і грец. τέχνη — майстерність творення) — інтегральна наукова дисципліна, яка розташована на стику трьох наук: психології, лінгвістики та літературознавства; вивчає арсенал психоаналітичних прийомів, до яких безпосередньо або опосередковано апелює текст; вивчає співвідношення «думка — слово»; вивчає проблему адекватного розуміння художнього тексту та його елементів (в тому числі й художнього персонажа).